# Sphaerotheca leucorhynchus
Sphaerotheca leucorhynchus е вид жаба от семейство Dicroglossidae.

## Разпространение
Видът е разпространен в Индия.